# Kenelm Lee Guinness
Kenelm Edward Lee Guinness (ur. 14 sierpnia 1887 roku w Dublinie, zm. 10 kwietnia 1937 roku w Londynie) – irlandzko-brytyjski kierowca wyścigowy.

## Kariera
Lee Guinness rozpoczął karierę wyścigową w 1907 roku od startu w wyścigu Isle of Man Tourist Trophy w samochodzie Darracq. Jednak szybko odpadł z wyścigu z powodu uszkodzenia osi. W tym samym roku wziął również udział w Grand Prix Belgii oraz Circuit des Ardennes. W 1913 roku Irlandczyk dołączył do ekipy Sunbeam. W pierwszym sezonie współpracy odniósł zwycięstwo w Tourist Trophy organizowanym na wyspie Man. Sukces ten powtórzył rok później. Również w latach 1913-1914 pojawiał się w stawce Grand Prix Francji, nie osiągając jednak linii mety.
Kolejne sukcesy przyszły po I wojnie światowej. W 1922 roku oraz w sezonie 1924 wygrywał w klasie voiturette JCC 200 Brooklands. Również w sezonie 1922 był najlepszy w Grand Prix Penya Rhin, a dwa lata później w klasie voiturette Grand Prix Szwajcarii.
18 maja 1922 roku Guinness ustanowił rekord prędkości na lądzie w samochodzie Sunbeam 350HP. Na torze Brooklands osiągnął prędkość 133,75 mil/h (215,24 km/h). Był to ostatni rekord ustanowiony na zamkiniętym torze wyścigowym.
Guinnes miał wypadek podczas wyścigu o Grand Prix San Sebastián zorganizowanego 27 września 1924 roku. Kierowca odniósł ciężkie obrażenia twarzy, lecz powrócił do zdrowia. Jego mechanik Tom Barrett nie miał tyle szczęści - zmarł w szpitalu. Obrażenia z wypadku oraz trauma po śmierci Barrett spowodowała decyzję o zakończeniu kariery wyścigowej.